# The Thin Blue Line
The Thin Blue Line (prt: A Verdade contra Tudo; bra: A Tênue Linha da Morte) é um filme documentário norte-americano de 1988 escrito e dirigido por Errol Morris, com trilha sonora de Philip Glass.

## Sinopse
Homem é condenado à morte por um assassinato que não cometeu.

## Prêmios
- New York Film Critics Circle - Melhor documentário[carece de fontes?]